# جائزة ماليزيا الكبرى 1999
جائزة ماليزيا الكبرى 1999 هو سباق فورمولا 1 أقيم بتاريخ 17 أكتوبر 1999 في ماليزيا. كان الخامس عشر من أصل 16 في بطولة العالم لسباقات الفورمولا واحد موسم 1999. حلّ إدي إيرفين أولا بينما حلّ الألماني مايكل شوماخر في المركز الثاني وحصل على المركز الثالث الفنلندي ميكا هاكينن.